# María la del puerto
María la del puerto  (en francés: La Marie du port) es una novela del escritor belga Georges Simenon. Fue escrita en octubre de 1937 en Port-en-Bessin, Calvados y publicada al año siguiente por Éditions Gallimard tras una publicación anticipada en el diario Le Jour del 15 de enero al 6 de febrero de 1938. En 1949 Marcel Carné adaptó la novela al cine con Jean Gabin en el papel principal.

## Argumento

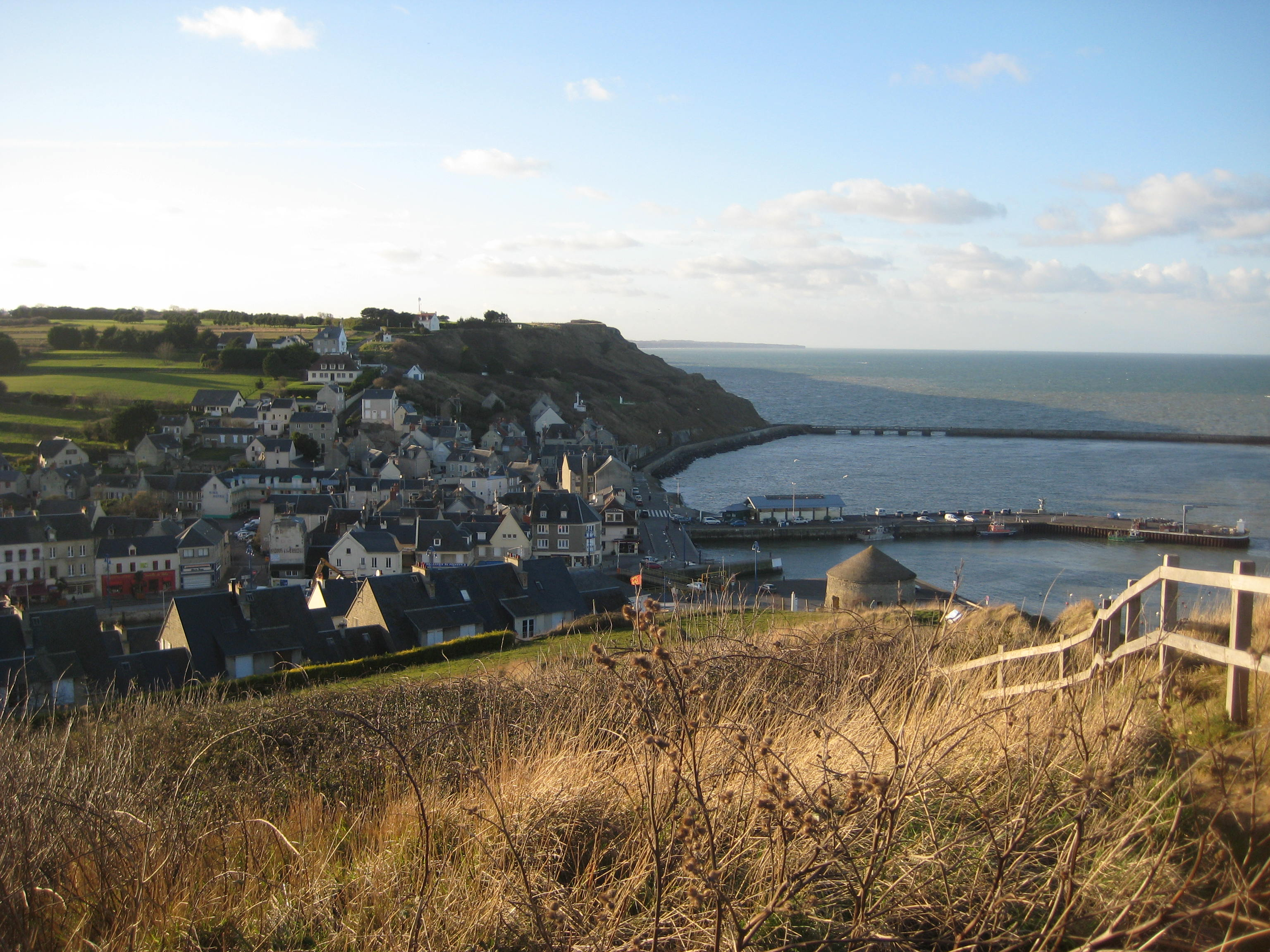
Vista del Port-en-Bessin-Huppain actual

La muerte de su padre deja huérfana a Marie Le Flem, de 17 años, del pequeño pueblo pesquero de Port-en-Bessin, en Normandía. Mientras sus hermanos menores están repartidos entre la familia y la hermana mayor Odile vive con su amante en la cercana ciudad de Cherburgo, por la que tiene fama de mujer caída.  Marie tiene sus propios planes para su vida. La muchacha, a la que siempre han apodado la “secreta” porque no revela sus pensamientos a nadie, se queda sola en Port, donde trabaja en el Café de la Marine y desarrolla su madurez.
En el funeral de su padre, Marie conoce a Henri Chatelard, el amante de Odile, de 35 años, que regenta un café y un cine en Cherburgo. La frágil muchacha ejerce una extraña fascinación sobre el hombre que le dobla la edad, quien no gana amigos en el pequeño pueblo de pescadores con su comportamiento directo y arrogante. El mismo día compra el Jeanne, el barco del desafortunado pescador Viau que resultó averiado en un accidente, sin saber muy bien qué hacer con su nueva posesión. Sin embargo, en los días siguientes el barco, que necesitaba reparación, le brinda la grata oportunidad de regresar a Port y buscar la proximidad de Marie. La chica rechaza sus insinuaciones con frialdad exterior, pero con secreta alegría. Desde la distancia, Marcel, el hijo de 17 años de Viau, que alguna vez fue amigo de Marie, observa celosamente sus actividades. Después de una discusión con su padre, el muchacho, que no se siente querido por nadie, se escapa de casa, acecha a Chatelard y dispara contra su coche. Chatelard domina a su atacante, le rompe el brazo y se lleva a Marcel con él a Cherburgo para confiarle el tratamiento médico y los cuidados de Odile.
Chatelard intenta en vano sacarse de la cabeza a la desdeñosa Marie. Utiliza un pretexto para atraerla a Cherburgo, donde logra estar a solas con ella enviando a Odile con su paciente. Pero mientras vuelve a ser rechazado por Marie, sorprende a Odile y Marcel en una situación comprometedora. Finalmente, Marie le dice a Odile que nunca abandonará su pueblo natal, pero que un día se casará con un pescador de Port que le construirá una de las casas más hermosas del pueblo. Mientras Odile cree que su hermana habla de un amante en Port, Chatelard capta el mensaje. Abandona el café y el cine de Cherburgo y regresa a Port para devolver el Jeanne a su uso previsto como barco de pesca. Ahora finalmente se ha ganado el corazón de Marie, que está en el muelle y saluda mientras el nuevo pescador emprende su primer viaje.

## Posición en la obra de Simenon
En el epílogo de la novela del invierno de 1938, Simenon describía que desde sus inicios como escritor había intentado “perseguir la verdad humana, más allá de toda psicología, que no es más que la versión oficial de la verdad”. Su objetivo es una “reunificación de las esferas intelectual y sensual”. Sin haber alcanzado aún su objetivo, mientras escribía María la del puerto percibió “un ligero acercamiento”, “una chispa, un rayo de esperanza”. Habría que juzgarlo com escritor “según María y el Le Cheval Blanc”, en el sentido de una promesa que debía cumplir en el futuro.
Según el biógrafo de Simenon, Stanley G. Eskin, Simenon esperaba iniciar con la novela "una nueva etapa en su desarrollo", con la que quería dejar atrás la producción de literatura "tonta" o meramente "alimenticia". Sobre María la del puerto escribió: “Es la única novela que he logrado escribir en un estilo completamente objetivo”. Para Eskin, sin embargo, la novela "no fue en modo alguno una transición radical hacia un estilo o nivel perfecto", aunque la consideraba una de las mejores de Simenon. Más bien, se refirió al trasfondo biográfico de la novela, que Simenon escribió en Port-en-Bessin, cuando escapó temporalmente de la vida social en París "para encontrarse con los chicos rudos del pequeño puerto bretón [...] para una pulseada”.

## Recepción
Según Stanley G. Eskin, María la del puerto generó una "respuesta considerable" en su publicación y fue "universalmente elogiada" en la prensa.André Thérive habló de la novela en Le Temps junto con Le suspect  y concluyó: “¡Si esta novela hubiera sido publicada por un autor desconocido, todo el mundo gritaría 'obra maestra'!» Simenon es “verdaderamente un gran novelista” y tiene un “talento inherente, uno de los más inusuales que han salido a la luz en Francia”. André Gide valoró la novela: “Excelente en todos los aspectos. No falta nada. Una de las mejores”. Pero también criticó algunas peculiaridades estilísticas de Simenon, como las numerosas interrogaciones retóricas.
El Hessische Allgemeine comentó: “Desde la primera hasta la última página, se crea un arco de suspenso intenso e hipnotizante que te hace incapaz de dejar el libro. Aunque se dispara, la novela no es un thriller policial”. Stanley G. Eskin calificó la “Historia de un noviazgo” como una “novela cómica” con “algunas pequeñas escenas maravillosas”. Para Peter Kaiser, María la del puerto fue la “novela más divertida” de Simenon y al mismo tiempo un “estudio sobre el poder del amor” con “uno de los personajes femeninos más fuertes de las novelas de Simenon”. Alfred Ohswald habló de “la versión de Simenon de la 'La fierecilla domada'”.  Según Hans-Jost Weyandt, Simenon evitó cualquier truco literario: “Esta persistencia narrativa corresponde a la resistencia del personaje principal contra cualquier intento de apropiación o conquista”. Simenon retrata "una raza moribunda de personas que se resiste a toda intervención moderna, incluida la del narrador".

## Adaptación
- En 1950, Marcel Carné filmó la novela bajo el título La Marie du port con Jean Gabin, Blanchette Brunoy, Nicole Courcel, Claude Romain y Louis Seigner.[10]La película tuvo un impacto significativo en la personalidad estelar de Gabin, pasando del hombre condenado establecido en el realismo poético de antes de la guerra a la figura más madura, segura y poderosa que convertiría en su sello distintivo durante las siguientes dos décadas.[11] La versión estadounidense contemporánea fue editada significativamente y es notablemente más corta.[12]